# 부활 (소설)
《부활》(러시아어: Воскресение 보스크레세니예[*], 문자 개혁 이전: Воскресеніе)은 러시아의 작가 레프 톨스토이의 작품 중 하나로서, 주인공 공작 드미트리 네흘류도프가 카츄샤(다른 이름은 류보프, 성은 마슬로바)란 여자를 만나 타락시킨 죄의식을 톨스토이 특유의 방법으로 깊이 탐구한 작품이다.

## 등장인물
- 드미트리 이바노비치 네흘류도프 : 소설의 주인공으로, 과거 카추샤를 타락시킨 죄책감을 씻을 방법을 찾고있다
- 카추샤 마슬로바 : 네흘류도프네 집에서 쫓겨난 후 독살사건에 휘말려 억울하게 수감됨
- 코르챠기나 : 네흘류도프와 결혼 말이 오가는 공작의 딸
- 마리야 바실리예브나 : 네흘류도프를 유혹하여 깊은 관계를 맺은 유부녀
- 마슬레니코프 : 군에 있을 때 경리장교였던 고지식한 사람. 카추샤 사건 해결을 위한 면회를 도와줌
- 메니쇼프 : 아내를 잃고 방화범으로 몰려 억울하게 수감 중
- 페도샤 : 남편 독살 미수로 수감되었으나 보석 기간 동안 화해함. 시어머니가 그녀의 무죄를 증명하려 했으나 시베리아 징역형을 선고받음
- 베라 : 벽촌의 여교사였으나 혁명 운동으로 수감된 정치범
- 블라디미르 시몬손 : 카추샤가 결혼하기로 하는 정치범

## 내용
네홀류도프 공작은 어느 재판에 배심원으로 참석하는데, 거기서 살인 혐의를 받고 있는 카튜샤를 만난다. 젊은 시절에 네홀류도프는 고모네 집에 머물렀던 적이 있는데, 그때 카튜샤는 고모의 양녀 명목으로, 그러나 실질적으로는 하녀 노릇을 하며 살고 있었다. 고모네 집을 떠나기 전날 밤에 네홀류도프는 충동적으로 그녀를 겁탈했다. 그가 떠난 후 그녀는 임신한 사실을 알게 되고, 고모는 화가 나서 그녀를 쫓아내 버린다. 졸지에 갈데없는 신세가 된 카추샤는 매춘부로 살아가다 끝내는 범죄자가 되어 재판을 받게 되었다. 네홀류도프는 카튜샤의 타락이 자신의 비열한 행동 때문이었음을 깨닫고, 양심의 가책 속에서 자신의 방탕하고 비 도덕적인 삶을 반성한다. 또 땀 흘리는 농민은 가난하게 살고, 아무 일도 하지 않는 지주와 귀족은 농민을 착취하여 호화로운 생활을 즐기는 현실의 부당함을 깨닫는다. 카튜샤의 석방을 탄원하면서 감옥을 드나드는 동안, 네홀류도프는 무고한 사람들이 법률적인 도움을 받지 못해 죄인으로 갇혀 있는 현실을 발견한다. 또, 자신의 주변을 정리하기 위해 영지에 내려갔다가 농민의 궁핍한 생활을 비로소 깨닫고, 페테르부르크에서 유력자들을 찾아다니면서 귀족 사회의 부패와 천박함을 절실하게 느낀다. 결국 네홀류도프는 시베리아로 유형을 가는 카추샤를 따라 떠난다. 그리고 춥고 황량한 시베리아 벽지의 어느 여관방에서 그는 신약성서 가운데 복음서를 읽다가 자신의 영혼을 부활시킬 새로운 깨달음을 얻는다.

## 톨스토이의 다른 작품
- 《전쟁과 평화》
- 《안나 카레니나》
- 《바보 이반》
- 《이반 일리치의 죽음》